# Ascension (film 2002)
Ascension è un film del 2002 diretto da Karim Hussain.

## Trama
Una creatura sconosciuta ha assassinato il creatore dell'universo e ha scatenato la capacità di produrre miracoli. Questa abilità è ora nelle mani di esseri umani che si sono lasciati guidare dall'invidia distruttiva e dal caos.